# مايكل مادي
مايكل مادي (بالألمانية: Michael Madl)‏ (21 مارس 1988 بيودنبورغ في النمسا - ) هو لاعب كرة قدم نمساوي في مركز الدفاع. شارك مع منتخب النمسا تحت 21 سنة لكرة القدم. أما مع النوادي، فقد لعب مع أوستريا فيينا وشتورم غراتس ونادي فولهام و1. Wiener Neustädter SC ‏ ونادي واكر إنسبروك (2002).

## وصلات خارجية
- مايكل مادي على موقع الاتحاد الدولي (مؤرشف)  (الإنجليزية)
- مايكل مادي على موقع قاعدة بيانات كرة القدم.إي يو (الإنجليزية)
- مايكل مادي على موقع Soccerbase.com (لاعب) (الإنجليزية)
- مايكل مادي على موقع Soccerway.com (الإنجليزية)
- مايكل مادي على موقع عالم كرة القدم.نت (الإنجليزية)